# Ellise Chappell
Ellise Chappell (* 22. März 1992 in Warwickshire) ist eine britische Schauspielerin.

## Leben und Wirken
Chappell studierte Englische Literatur an der Universität von Sheffield und schloss dieses mit einem Bachelor ab, im Anschluss nahm sie ein Theaterstudium an der Universität von Exeter auf, das sie 2014 beendete. Ab 2015 stand sie im National Youth Theatre London in Stücken wie Der Kaufmann von Venedig auf der Bühne. 2016 war sie in der Rolle Jennifer Strange in The Last Dragonslayer zu sehen. Von 2017 bis 2019 war sie ab der dritten Staffel Teil der Besetzung der britischen Serie Poldark. 2020 spielte sie Mona, die Freundin von Kurt Wallander in der schwedisch-britischen Netflixproduktion Der junge Wallander.

## Veröffentlichungen (Auswahl)

### Filmografie
- 2016: New Blood – Tod in London (New Blood, Fernsehserie, Folgen Tödliche Beute und Wahre Freunde)
- 2016: The Last Dragonslayer
- 2017–2019: Poldark (Fernsehserie, 25 Folgen)
- 2019: Yesterday
- 2020: Miss Scarlet and the Duke (Fernsehserie, Folge Inheritance)
- 2020: Der junge Wallander (Young Wallander, Fernsehserie, sechs Folgen)
- 2024: Death in Paradise (BBC One- und France 2-Kriminalserie, eine Folge)